# Mokronoge (Tomislavgrad)
Pour les articles homonymes, voir Mokronoge.
Mokronoge (en cyrillique : Мокроноге) est un village de Bosnie-Herzégovine. Il est situé dans la municipalité de Tomislavgrad, dans le canton 10 et dans la fédération de Bosnie-et-Herzégovine. Selon les premiers résultats du recensement bosnien de 2013, il compte 585 habitants.

## Géographie
Le village est situé sur les bords de la rivière Šuica, qui coule sur le poljé de Duvno.

## Démographie

### Évolution historique de la population dans la localité
| 1948 | 1953 | 1961 | 1971 | 1981 | 1991 | 2013 |
| ---- | ---- | ---- | ---- | ---- | ---- | ---- |
| -    | -    | 471  | 557  | 559  | 550  | 585  |

|  |

### Communauté locale
En 1991, la communauté locale de Mokronoge comptait 816 habitants, répartis de la manière suivante :